# Luigi Salvatore Fabbi
Luigi Salvatore Fabbi (Parma, 2 mei 1890 - São Paulo, 3 november 1966) was een Italo-Braziliaans voetballer, beter bekend onder zijn spelersnaam Luiz Fabbi.

## Biografie
Fabbi werd in het Italiaanse Parma geboren maar verhuisde al op jonge leeftijd met zijn familie naar São Paulo. Zijn jongere broer Matturio, die ook voetballer werd, werd in 1894 al in Brazilië geboren.
Fabbi stond mee aan de wieg van Corinthians en speelde tien dagen na de oprichting mee in de wedstrijd tegen União Lapa, die ze met 1-0 verloren. Vier dagen later speelde het team tegen Estrela Polar zijn tweede wedstrijd en hierin kon Fabbi het eerste doelpunt ooit scoren voor Corinthians. Het werd 2-0, Jorge Campbell scoorde het tweede doelpunt. Na enkele jaren maakte de club kans om in het Campeonato Paulista te spelen, maar moest daarvoor kwalificatiewedstrijden spelen tegen Minas Gerais FC en São Paulo Railway Athletic Club. De club won beide wedstrijden en Fabbi kon ook scoren. Hierdoor debuteerde de club in 1913 in het Campeonato Paulista. Een jaar later werd reeds de eerste titel gevierd. 
In 1915 ging hij samen met zijn broer Matturio voor Palestra Itália spelen, het huidige Palmeiras.